# Protivanov
Protivanov település Csehországban, a Prostějovi járásban. Protivanov Buková, Suchý, Žďárná, Vysočany, Niva, Malé Hradisko, Bousín és Březina településekkel határos. Lakosainak száma 1077 fő (2024. január 1.).

## Népesség
A település lakosságának változását az alábbi diagram mutatja:
| Lakosok száma | 1227 | 1361 | 1340 | 1323 | 1123 | 1028 | 989  | 1014 | 1012 | 1077 |
|               | 1869 | 1900 | 1921 | 1961 | 1980 | 2011 | 2016 | 2019 | 2021 | 2024 |